# Famille d'Aubigny
 (juillet 2024).
Améliorez-le ou discutez des points à vérifier. 
Ne pas confondre avec la famille Morell d'Aubigny.
La famille d'Aubigny est une famille éteinte qui tire son toponyme de la ville de Saint-Martin-d'Aubigny dans le Cotentin. Elle fait partie des importantes familles baronniales anglo-normandes après la conquête normande de l'Angleterre. Le toponyme est latinisé sous la forme Albini, entre autres.

## Histoire
La branche principale de la famille acquiert l'honneur et le château d'Arundel comme dot d'Adélaïde de Louvain, la veuve d'Henri Ier d'Angleterre. Fin 1141, Guillaume est créé comte d'Arundel par Étienne d'Angleterre. Les descendants portent le titre jusqu'à l'extinction de la ligne mâle directe en 1243. Les FitzAlan, du fait de leur parenté avec les Aubigny, obtiennent le titre en 1289.
La famille est aussi à l'origine de la seconde famille de Montbray par Roger, qui prend le toponyme de Montbray après avoir hérité de son père de l'honneur de Montbray en 1129. Une branche mineure de la famille possède un petit honneur de 30 seigneuries dans le Bedfordshire, centré sur Cainhoe, et devant un service de 25 chevaliers. La lignée mâle s'éteint en 1233.
Il ne faut pas confondre cette famille avec la famille d'Aubigné, originaire de Saint-Aubin-d'Aubigné (Ille-et-Vilaine), dont la branche principale acquiert l'important honneur anglais de Belvoir et qui sont aussi parfois nommés Aubigny.

## Membres importants
- Guillaume Pincerna (l'échanson) († 1139), seigneur de Old Buckenham[2], est un proche du roi Henri Ier[2], dont il est le bouteiller[2]. Grâce à sa générosité, il se construit un important honneur, principalement dans le Norfolk[2]. Il est impliqué dans l'administration royale jusqu'à la mort du roi en 1135[2].

- Roger († v. 1188), qui prend le toponyme de Montbray. Voir famille de Montbray.

- Guillaume († 1176), maître bouteiller de la maison royale[1], épouse Adélaïde de Louvain, la veuve de Henri Ier. Grâce à la dot de sa femme, il obtient la jouissance du château et de l'honneur d'Arundel[1]. Il est créé 1er comte d'Arundel par Étienne d'Angleterre en 1141 pour sa fidélité[1]. Plutôt neutre dans la guerre civile qui secoue le royaume, il est à l'origine de la trêve puis du traité de paix entre les deux partis en 1153[1]. Le roi Henri II lui donne l'honneur d'Arundel en propre en 1154[1]. Il lui est fidèle et joue un rôle important dans la défaite des rebelles durant la révolte des fils du roi en 1173-1174[1].
- Guillaume († 1193), 2e comte d'Arundel et fils du précédent et d'Adélaïde de Louvain. Il épouse Mathilde, la fille et héritière de Jacques de Saint-Hilaire, seigneur de Field Dalling (Norfolk).
- Guillaume († 1221), 3e comte d'Arundel, est l'un des plus importants barons du royaume[3]. Il tient toujours les honneurs de Old Buckenham (Norfolk), Arundel (Sussex) en Angleterre, et les terres familiales en Normandie jusqu'en 1204[3]. Il épouse Mabille, la fille de Hugues de Kevelioc, 3e comte de Chester[3]. Il est un favori du roi Jean d'Angleterre, ayant combattu avec lui en Normandie vers la fin du règne de Richard[3]. Il est l'un des 25 barons chargés de veiller à l'application de la Magna Carta par le roi en 1215[3].  En 1216, durant la Première Guerre des barons, il rejoint le camp rebelle après le débarquement en Angleterre de Louis de France[3]. Après la défaite des Français à Lincoln en 1217, il fait allégeance à Henri III[3]. Il meurt sur le chemin de la Terre sainte, lors de la cinquième croisade[3]. 

Son fils aîné Guillaume lui succède, mais meurt sans descendance en 1224[3]. C'est son fils cadet Hugues qui hérite du patrimoine[3]. Il meurt lui aussi sans descendance mâle en 1243, et ses quatre sœurs et leurs descendants héritent de ses possessions[3].

## Généalogie
Généalogie des membres principaux.
```
Guillaume d'Aubigny, seigneur d'
Aubigny

│
├─> Roger d'Aubigny, seigneur d'Aubigny
│   │
│   ├─> Néel d'Aubigny († 1129), seigneur de Montbray
│   │   │ × 1. Mathilde de L'Aigle
│   │   × 2. 
Gundred de Gournay

│   │   │
│   │   └─> 
Roger de Montbray
 († v. 1188), qui relève le toponyme 
de Montbray

│   │       │
│   │       └─> Descendance : 
voir 
famille de Montbray
.

│   │
│   └─> 
Guillaume d'Aubigny
 
Pincerna
 († 1139), seigneur d'Old Buckenham
│       │ × 
Maud Bigot

│       │
│       └─> 
Guillaume d'Aubigny
 († 1176), 
1
er
 
comte d'Arundel
 (
Sussex de l'Ouest
)
│           │ × 
Adélaïde de Louvain
, veuve de 
Henri 
I
er
 d'Angleterre

│           │
│           ├─> Guillaume d'Aubigny († 1193), 
2
e
 
comte
 d'Arundel
│           │   │ × Mathilde de Saint-Hilaire
│           │   │
│           │   └─> 
Guillaume d'Aubigny
 († 1221), 
3
e
 
comte
 d'Arundel
│           │       │ × 
Mabille de Chester

│           │       │
│           │       ├─> Guillaume d'Aubigny († 1224), 
4
e
 
comte
 d'Arundel
│           │       │   (sans postérité.)
│           │       │
│           │       ├─> Hugues d'Aubigny († 1243), 
5
e
 
comte
 d'Arundel
│           │       │   × 
Isabelle de Warenne
, fille du 
5
e
 
comte
 de Surrey
│           │       │   (sans postérité.)
│           │       │
│           │       └─> Isabelle d'Aubigny
│           │           × 
John (I) FitzAlan
 († 1240), 
│           │           En 1289, son arrière-petit-fils Richard FitzAlan est créé comte d'Arundel.
│           │ 
│           └─> Alice ou Alix d'Aubigny († 1188)
│               × 1. 
Jean d'Eu
 († 1170), 
5
e
 
comte d'Eu
, dont postérité.          
│ 
└─> Néel d'Aubigny († v. 1100), seigneur de Cainhoe (à Clophill, Bedfordshire)
    │ × 
Amicie de Ferrières

    │
    └─> 
Une branche mineure de propriétaires terriens dans le 
Bedfordshire
 est seigneur de Cainhoe.

        
La ligne mâle s'éteint en 1233.
```